# Ubaldo Romero Quiñones

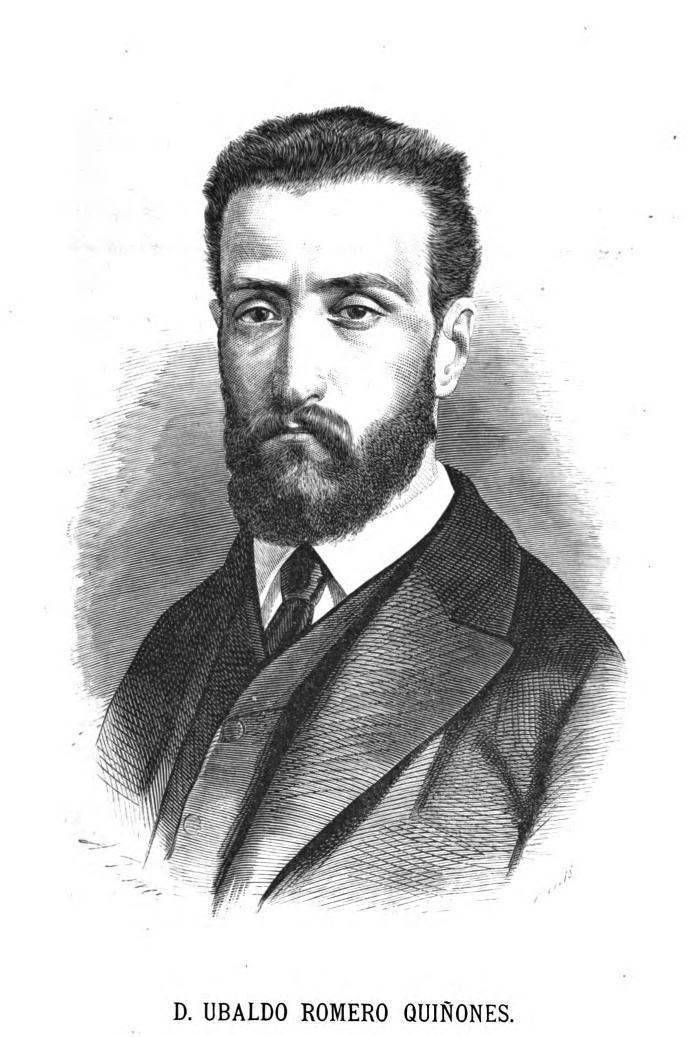
Ubaldo Romero Quiñones. Grabado de Marcelo París por dibujo de Alfredo Perea: Carlos Rubio, Historia filosófica de la revolución española de 1868, Madrid, 1868.

Ubaldo Romero Quiñones (Ponferrada, León; 16 de mayo de 1843-Madrid; 13 de agosto de 1914) fue un militar, escritor, novelista, ensayista, político y periodista del naturalismo español, que usó el pseudónimo de Cantaclaro, Bachiller Canta-Claro o Sexto Pompeyo.

## Biografía

### Familia
Hijo de Pascual Romero Caurel (o Courel) (afiliado al Partido Progresista de Ponferrada) y Dorotea Quiñones Fernández de Baeza, propietarios de Ponferrada. Estudió en el colegio de don Luis García Sanz de Madrid, en el que permaneció hasta 1859.

### Colegio de Infantería de Toledo
En enero de 1860 ingresó en el Colegio de Infantería de Toledo. Alcanzó uno de los primeros puestos de su promoción y se licenció con el grado de subteniente.
En julio de 1862 ingresó en el regimiento de Cazadores de Tarifa número seis, donde hizo diversas comisiones de servicio; terminada la guerra de África ingresó en el Estado Mayor y alcanzó el grado de coronel. Estando hospedado en Madrid en San Bernardo junto a Antonio Prieto Purga, redactor de El Pueblo, y José Vázquez Moreiro, estudiante de ingeniería, leyó Los Girondinos de Alphonse de Lamartine y se volvió republicano, como contó en el libro Exposición de las razones y motivos que han obligado a retirarse de la vida política al humilde soldado de la Democracia Ubaldo Romero Quiñones:
El conocimiento con Eugenio García Ruiz, director de El Pueblo, desterrado a la sazón en la Encomienda (Palencia); la lectura de la prensa democrática y liberal; el rasgo de doña Isabel de Borbón, impresionado en el diario de Castelar La Democracia; la huida de aquella señora a Riofrío durante la terrible epidemia del cólera en Madrid en octubre de 1865; el fusilamiento del capitán Espinosa en 1866, a cuyo cuadro asistí como Jefe de clase con el profesor comandante Navarro, que me produjo honda emoción, fueron las causas determinantes que me sugestionaron a tomar parte en el movimiento del 22 de junio de 1866
En efecto anduvo huido en Bélgica tras esa intentona revolucionaria de 1866 a 1868; allí empezó una correspondencia de más de treinta años con Agathon de Potter. A su vuelta fue trasladado a Guadalajara como Coronel de su Regimiento de Reserva de Caballería; desde allí proclamaba una especie de "socialismo racional" en diversos ensayos y novelas de inspiración socialista. Su obra fue muy comentada en revistas francesas como La Philosophie de l'avenir - Revue du socialisme rationnel y en La Société nouvelle. Publicó muchas novelas con éxito inspiradas en el socialismo colinsiano como Tontón (1888) y sobre todo Los huérfanos (1879), reimpreso en 1890. Sin embargo, Max Nettlau afirmó que su medio centenar de libros no poseía "un carácter social muy pronunciado". "Demagogo" lo denominó el historiador José Álvarez Junco y "truculento" Andrés Trapiello. Fue socio y conferenciante en el Ateneo Caracense y entre 1900 y 1901 presidió el Ateneo Instructivo del Obrero. Fue invitado con frecuencia a los actos organizados por la Federación de Sociedades Obreras de Guadalajara y colaboró en diversas publicaciones periódicas de la ciudad, como Flores y Abejas, La Región y La Crónica de Guadalajara, donde publicó por entregas su traducción de Mi religión, de León Tolstoy (1898), aunque un cambio de director en esta revista en 1902 por un integrista católico hizo que no se publicasen los capítulos finales; se publicó íntegra al año siguiente en formato de libro; presidió algún consejo de guerra contra periodistas locales y abandonó Guadalajara en noviembre de 1903.
Militó en el Partido Republicano Federal, aunque su estrecha amistad con Tomás González Morago le vinculó al Anarquismo; accedió al Consejo de Madrid de la Federación Regional Española de la AIT y Paul Lafargue lo denunció como miembro de la Alianza de la Democracia Socialista de Mijail Bakunin. También fue presidente de la sección española de la Liga de la Paz. Fundó el periódico La Caridad y dirigió La Ilustración Popular; impulsó en 1868 la creación del periódico republicano La Linterna del Pueblo y fue redactor de El Combate durante el Sexenio Democrático (1868-1874), activo órgano del partido republicano federal financiado por José Paúl y Angulo y en el que escribían algunos internacionalistas como Francisco Córdoba López; pero se fue haciendo anarquista y colaboró en El Motín de José Nakens y se mostró antisemita en él al denunciar que los judíos adulteraban el alcohol de las bebidas para envenenar; aparte de esto, según Iván Lissorgues, algunas de sus obras presagian el Fascismo, como El lobumano, novela sociológica. Sin embargo volvió al republicanismo federal y fue diputado unionista por Pontevedra y luego miembro del Partido Republicano Federal. Fue además uno de los redactores del trisemanario La Bandera Federal (1910-1912) y de La Lucha de Vigo (1912).
Sucesor de Anselmo Arenas como director del Ateneo Instructivo del Obrero de Guadalajara (1900 a 1901).

## Obra literaria
Como novelista fue fecundo en la línea del Naturalismo: creía que sus novelas eran documentos sociológicos, y más de una vez subtituló en ese sentido sus obras. En cuanto a sus ensayos fue igualmente prolífico, tratando temas como la Política, la Ética, el Cervantismo, etcétera. En este último aspecto, perteneció al grupo de los cervantistas esotéricos discípulos de Nicolás Díaz de Benjumea, junto con Baldomero Villegas y Benigno Pallol, pero sus opiniones son las de un mistagogo auténtico: en su Exteriorización de la doctrina esotérica del Quijote, afirma sin pudor que el esplendor del imperio japonés se debía a la difusión del Quijote, entre otras barrabasadas.
Seguidor de Nicolás Díaz de Benjumea en la búsqueda de significados ocultos del Quijote. En Extereorización de la doctrina esotérica del Quijote (1909) afirma que el éxito del imperio japonés (acababa de vencer al ruso) se debía a la difusión del Quijote.

## Obras

### Ensayos
- Ligeras observaciones sobre La muerte del Cesar: tragedia por D. Ventura de la Vega Tejado, 1860
- La fórmula social, 1873.
- La chusma: tipos..., 1874.
- Teoría revolucionaria 1874
- Teoría revolucionaria preecedida de la biografía de Maximiliano Robespierre, Rojas, 1874
- La Religión de la Ciencia (Filosofía racional) 1877.
- Filosofia de la caridad: estudio sociológico del maestro) 1883.
- Teoría de la Justicia 1883
- El materialismo es la negociación de la libertad: (demostración 1887
- La educación moral del hombre  1889
- El evangelio del hombre Dionisio de los Rios, 1892
- La educación moral de la mujer, 1893.
- La elocuencia de los números 1893
- Teoría del derecho Imprenta de Diego Pacheco Latorre, 1895.
- Principios de organización racional y productiva del ejército  1899
- Pensamientos 1900
- La neurósis anárquica 1900.
- La fórmula resolutiva del (socialismo racional). Estévez, 1900
- La moral democrática 1901
- La verdad social 1903
- Consideraciones al Estudio tropológico del Quijote del simpar Cervantes de D. Baldomero Villegas 1904
- Concepto de la obediencia: conferencia pronunciada en la noche del sábado 14 de noviembre de 1903 por el coronel retirado don Ubaldo Romero y Quiñones, 1904.
- La democracia y el ejército: conferencia pronunciada 1904
- Verdades sociales 1904
- Concepto Real del Arte, En La Literatura, 1905.
- Redención económica  1906
- La Trinidad: (el timo socialero de Paulino el Expósito) 1906
- La Verdad 1907
- La fórmula social cristiana 1908
- Amanpsiquis 1908
- Redención agraria 1908
- Exteriorización de la doctrina esotérica del Quijote: Conferencias pronunciadas en... Septiembre de 1909. Madrid: Imprenta Militar de Cleto Vallinas, 1909.
- ¿Que hay?: (verdades psicológicas según los principios de la..., 1883´
- Psicología  1909
- Sociología: (táctica societaria)  1910
- Exposición de las razones y motivos que han obligado á retirarse... 1911.
- La Revolución Social 1912
- Psicologia del poema El Ingenioso Hidalgo Don Quijote de la Mancha Juan Pérez Torres, 1912; otra ed. 1914.
- Redencion humana 1913

### Biografías
- Problemas sociales y biografía de Juan J[osé] Viralta 1885.
- Biografía de Don Basilio Paraíso presidente de la Asamblea de las Camaras de Comercio 1899
- Los señores diputados: 400 semblanzas en verso. Madrid: Ambrosio Pérez, 1907 (con un prólogo de Benito Pérez Galdós)

### Narrativa
- Sensitiva: novela filosófico-moral, 1875.
- Los huérfanos, novela filosófico-social (1879; otra edición con el título Los huérfanos: novela sociológica, 1890)
- Violeta: novela original, 1883.
- Juan de Avendaño: novela original, 1883.
- El general Motin: novela original, 1886.
- Abnegación: novela original, 1887.
- Tontón (novela sociológica), 1888.
- El Lobumano, novela sociológica original, 1894.
- La Caríatide: novela por la guerra de Cuba, 1897
- La bestia: Novela sociologica, original, 1901.
- Evangelina, 1904.
- ¡¡¡Golfines!!!: (novela sociológica), 1905.
- La viuda: novela psicológica, Establecimiento tipograf. de Juan Pérez Torres, 1914.
- Historia de dos gotas de agua

### Teatro
- El pactum: entremés tragi-bufo sïnalagmáticamente conmutativo al porvenir tomado del natural 1881

### Traducciones
- León Tolstoy, Mi religión, 1898